# Дайсинани, Марио
Марио Дайсинани (алб. Mario Dajsinani; 23 декабря 1998, Дуррес, Албания) — албанский футболист, вратарь клуба «Эгнатия» и сборной Албании.

## Карьера
Воспитанник футбольного клуба «Беса». Во взрослом футболе дебютировал в сезоне 2014/2015 в возрасте 16 лет. Сыграл за команду 30 матчей.
Летом 2016 года перешёл в столичный «Партизани». Присутствовал в заявку команды на лигу Чемпионов и лигу Европы, однако на поле ни разу не вышел.